# Mount Washington (Kentucky)
Mount Washington – miasto w Stanach Zjednoczonych, w stanie Kentucky, w hrabstwie Bullitt.